# Lissjön (Torsåkers socken, Gästrikland)
Lissjön är en sjö i Hofors kommun i Gästrikland och ingår i Gavleåns huvudavrinningsområde. Sjön är 7,5 meter djup, har en yta på 0,0878 kvadratkilometer och befinner sig 147,7 meter över havet.

## Delavrinningsområde
Lissjön ingår i det delavrinningsområde (671688-152729) som SMHI kallar för Namn saknas. Medelhöjden är 179 meter över havet och ytan är 3,89 kvadratkilometer. Det finns inga avrinningsområden uppströms utan avrinningsområdet är högsta punkten. Lissjöbäcken som avvattnar avrinningsområdet har biflödesordning 3, vilket innebär att vattnet flödar genom totalt 3 vattendrag innan det når havet efter 79 kilometer. Avrinningsområdet består mestadels av skog (85 procent). Avrinningsområdet har 0,16 kvadratkilometer vattenytor vilket ger det en sjöprocent på 4,1 procent. Bebyggelsen i området täcker en yta av 0,35 kvadratkilometer eller 9 procent av avrinningsområdet.